# Armand Traoré
Armand Mohamed Traoré (ur. 8 października 1989 r. w Paryżu) – senegalski piłkarz francuskiego pochodzenia występujący na pozycji obrońcy w tureckim klubie Çaykur Rizespor. Były reprezentant Senegalu.

## Kariera
Traoré przyszedł do Arsenalu ze juniorskiego zespołu klubu AS Monaco w sierpniu 2005 roku. Początkowo grał w drużynie rezerw. Zadebiutował w pierwszej drużynie 24 października 2006 roku w meczu z West Bromwich Albion, wygranym przez Arsenal 2:0. 21 sierpnia 2008 roku został wypożyczony na rok do Portsmouth FC. 31 sierpnia 2010 roku zawodnik został wypożyczony do Juventusu. W sierpniu 2011 zawodnik przeszedł do Queens Park Rangers.
Traoré ma za sobą także występy w młodzieżowych reprezentacjach Francji. 10 sierpnia 2011 roku podczas spotkania towarzyskiego z Marokiem zadebiutował w reprezentacji Senegalu.